# Harry Vanda
Harry Vanda (Voorburg, 22 maart 1946) is een Australisch-Nederlandse muzikant en producer.
Vanda werd geboren als Johannes Jacob Hendrickus van den Berg, zoon van een Nederlandse vader en een Poolse moeder. Vader vond werk als mess-bediende bij de Koninklijke Luchtmacht op het vliegveld Ypenburg. Vanda groeide op in Rijswijk. De basis van zijn muzikale carrière werd gevormd door het oprichten van zijn eerste band met jongens uit de buurt: The Starfighters. De naam van de band werd ontleend aan de vlakbij op vliegveld Ypenburg gestationeerde Lockheed F-104 Starfighter straaljagers van de Koninklijke Luchtmacht. De band waarin hij sologitaar speelde, bracht in diverse clubhuizen in Rijswijk en Den Haag en op het vliegveld muziek ten gehore van onder andere The Shadows, Buddy Holly, Elvis Presley en Cliff Richard. Het vaste optreden vond tweewekelijks plaats in het Rijswijkse Pax Intrantibus.
De oefenruimte bevond zich in de kelder van de flatwoning in Rijswijkse Klipperstraat, waar Vanda met zijn ouders woonde. Toen zijn ouders in 1963 naar Australië emigreerden, trad hij uit de band. In Australië nam hij de artiestennaam Harry Vanda aan en richtte hij met andere met hun ouders geëmigreerde jongens in 1964 The Easybeats op. Hij schreef samen met medebandlid George Young de in 1966 wereldwijde hit Friday on My Mind. Optredens en plaatopnamen volgden, ook in Groot-Brittannië. Nadat het succes van die groep afnam, richtte hij zich met mede-Easybeat Young op het produceren van platen. Bij het label Albert Productions werkte hij samen met onder anderen AC/DC, John Paul Young en Rose Tattoo. In de jaren 70 tot eind jaren 80 maakte hij samen met Young deel uit van de formatie Flash & The Pan. 
In 1968 kwam de laatste single uit: Good Times. In 1969 viel de groep uiteen.
Samen met George Young trad hij in de studio op als sessiemuzikant. In 1977 gingen ze allebei samenwerken met John Paul Young, waardoor drie Nederlandse hits ontstonden: Standing in the Rain, Lost in Your Love en Love Is in the Air. Bij het uitbrengen van Hey, St. Peter noemde het duo Vanda & Young zich Flash and the Pan, onder welke naam ze verdergingen. Waiting for a Train belandde in de Britse top-10. De twee namen de hardrockgroep AC/DC (twee jongere broers van George Young) onder hun hoede. Hun single Whole Lotta Rosie belandde in Nederland op de derde plaats in de top-40. Toen deze groep op eigen benen kon staan, werd het tijd om te stoppen. Over het succes van alle nummers zegt Vanda dat ze gemakkelijk met een gitaar mee te zingen moeten zijn.
Op 11 mei 2012 vond een reünie van de voormalige bandleden van The Starfighters in Museum RockArt in Hoek van Holland plaats, gevolgd door een optreden in De Zwarte Ruiter in Den Haag.
- Biblioteca Nacional de España: XX1094090
- Bibliothèque nationale de France: cb14779153d (data)
- Gemeinsame Normdatei: 134619447
- International Standard Name Identifier: 0000 0000 8141 4504
- Library of Congress Control Number: n93106457
- MusicBrainz: bb285e2f-9667-4388-b330-3b8129c8c1b5
- Nationale Bibliotheek van Israël: 987007332248105171
- Virtual International Authority File: 61811870
- WorldCat: E39PBJtX83q3xKwDg8fGMDDg8C